# 十里镇 (容县)
十里乡，是中华人民共和国广西壮族自治区玉林市容县下辖的一个乡镇级行政单位。

## 行政区划
十里乡下辖以下地区：
泗登村、甘旺村、琼新村、黎读村、十里村、杨外村、大坡村、大萃村、江囗村、流冲村、塘冲村和大鹏村。